# Městská knihovna Náchod
Knihovna, též známá jako Dům Cyrila Bartoně, je původně obytný dům továrníka Cyrila Bartoně v Náchodě. Dům byl postaven v roce 1931, od roku 1948 (1954) slouží jako městská knihovna.

## Historie
Cyril Bartoň z Dobenína zakoupil pozemek na obchodní třídě Kamenici 17. února 1927. Stavební záměr měl od počátku obsahovat kromě reprezentativního bytu pro samotného investora také několik nájemních obytných jednotek, první náchodský autosalon a prostory pro městskou spořitelnu. Rodina Bartoňových s poptávkou oslovila architekty Pavla Janáka, Otakara Novotného a Otakara Nypla. Nakonec byl na základě předchozích dobrých zkušeností Bartoňových vybrán Otakar Novotný, který již dříve navrhl pro Ladislava Bartoně vilu (tzv. Vila Čerych) v České Skalici a pro průmyslníka Rudolfa Steinského-Sehnoutku palác v Hradci Králové. Cyril Bartoň nicméně tohoto výběru architekta později litoval.
Stavební práce probíhaly v letech 1929–1931 a realizovala je stavební firma Jaroslava Hakaufa. Od roku 1958 je budova kulturní památkou. V roce 2004 prošel objekt kompletní rekonstrukcí a do současnosti (2020) slouží jako knihovna.

## Architektura
Stylově budova tvoří přechod od moderního klasicismu přes národní dekorativismus (české art deco) k funkcionalismu. Budova je řadová, dvoupatrová, zakončená sadou pultových a sedlových střech. Nejnápadnějším prvkem fasády do ulice Kamenice je zasklený arkýř s měděným oplechováním. V přízemí je na lisénách umístěno pět reliéfů Karla Dvořáka (zleva symboly průmyslu/obchodu, umění/malířství, uprostřed alegorie rodu Bartoňů s rodovým znakem (uváděno též alegorie tkalcovství), symbol vědy/práva a poslední reliéf s bustou majitele a symboly jeho textilního podnikání). Zadní průčelí do ulice Tepenská se vyznačuje mnohotabulkovými okny a prosklenou stěnou do schodišťové šachty.
Zatímco ve funkčním uspořádání místností vycházel architekt Novotný z moderního funkcionalistického pojetí vzájemného propojení, interiérová výzdoba odkazuje spíše ke staršímu pojetí (nástropní fresky, štukolustro). Interiéry vyzdobil malíř František Kysela (sgrafita, štukolustra, lepty na oknech arkýře), na sochařské výzdobě se kromě Karla Dvořáka podílel i Otakar Španiel, kovová osvětlovací tělesa vytvořil Franta Anýž. Podstatná část původních interiérových prvků (svítidla, zábradlí, mříže) a mobiliáře (nábytek) ve stylu art deco se dodnes zachovala a je udržována v dobrém stavu.

## Aktivity
Kromě půjčování knih se v knihovně konají i společenské a vzdělávací akce. Pro jejich organizaci jsou vyhrazeny prostory ve 2. patře domu, tedy prostory bývalého bytu samotného investora Cyrila Bartoně.